# Sistema Shyam Teleservices
Sistema Shyam Teleservices (SSTL, MTS India) — индийский оператор сотовой связи, совместное предприятие российской АФК «Система» (73,71 % акций) и индийской группы компаний Shyam (23,79 % акций). 2,5 % акций находятся в собственности у третьих лиц. Ранее называлась Shyam Telelink Ltd.
SSTL имеет право на использование частот в 22 телекоммуникационных округах Индии. В настоящий момент предоставляет услуги сотовой связи стандарта CDMA в штатах Раджастхан, Тамилнад, Керала, Западная Бенгалия, Уттар Прадеш Западный, Карнатака, Гуджарат, в Калькутте и Дели. Работает под брендом МТС, который входит в число ста лидирующих мировых брендов согласно рейтингу BRANDZä Financial Times и Millward Brown.

## Приобретение компанией АФК «Система» доли в SSTL
АФК «Система» приобрела 10 % в Shyam Telelink за 11,4 млн долл. в конце сентября 2007 г. В октябре 2007 г. АФК «Система» договорилась о покупке ещё 41 % акций и опционе на приобретение до 74 % компании. В декабре 2007 г. власти Индии одобрили сделку. Общая сумма сделки составила 58,1 млн долл.

## Завоевание индийского рынка
В августе 2008 г. SSTL получила универсальную всеиндийскую лицензию на оказание услуг сотовой связи и стала первым оператором с лицензией на предоставление услуг на всей территории Индии. В сентябре 2009 г. общее число абонентов MTS India превысило 2 млн человек в семи телекоммуникационных округах. До 2012 г. компания намеревалась охватить своими услугами более 35 млн абонентов (около 7 % рынка Индии).
8 сентября 2010 года Премьер-министр РФ Владимир Путин распорядился приобрести в собственность РФ пакет обыкновенных акций Sistema Shyam Teleservices Ltd. (SSTL) на сумму, эквивалентную $600 млн. Соответствующее распоряжение, подписанное 2 сентября, опубликовано на сайте правительства. Росимуществу поручено приобрести акции дополнительной эмиссии SSTL по цене не выше 49,31 индийской рупии за бумагу. Минфину и Росимуществу премьер поручил до 31 декабря 2010 года обеспечить оплату приобретаемых акций. (Москва. 8 сентября. ИНТЕРФАКС-ТЕЛЕКОМ)

### Аннулирование лицензии
В феврале 2012 года верховный суд Индии принял решение об аннулировании 122 лицензии, выданных в 2008 году операторам сотовой связи в форматах GSM и CDMA, в числе которых 21 из 22 лицензий Sistema Shyam Teleservices. Причиной послужил коррупционный скандал, в ходе которого выяснилось, что государство в ходе распределения лицензий недополучило крупные суммы (до $34 млрд). В соответствии с решением суда, оператор сможет работать до 2 июня 2012 года, после чего лицензии будут выставлены на аукцион.